# Командно-штабний коледж армії США
Командно-штабний коледж армії США (англ. United States Army Command and General Staff College) — вищий військовий навчальний заклад сухопутних військ Сполучених Штатів Америки, що розташований на території кампусу Форт Лівенворт у штаті Канзас. Коледж здійснює навчання молодшого офіцерського складу армії США, цивільного персоналу, офіцерів інших видів збройних сил країни, а також іноземних слухачів за програмою підготовки керівного складу середньої ланки для подальшого просування по службі.
Коледж заснований у 1881 році Вільямом Шерманом, як Школа підготовки піхоти й кінноти (пізніше Піхотно-кавалерійська школа), для навчання офіцерів піхотних та кавалерійських частин.

## Структура
Командно-штабний коледж складається з чотирьох основних шкіл:
- Командно-штабна школа (англ. Command and General Staff School (CGSS) — 10-місячна програма підготовки офіцерів середньої ланки для командування батальйонами (дивізіонами) та штабних посад рівня батальйон-бригада-дивізія.
- Школа удосконаленої військової підготовки (англ. School of Advanced Military Studies (SAMS) — програма підготовки офіцерів стратегічної та оперативної ланки управління; випускникам присвоюється рівень майстер військових наук.
- Школа підготовки командного складу (англ. School for Command Preparation (SCP) — 3-4-тижнева програма допідготовки офіцерів рівня полковник-підполковник, а також сержантського складу рівня головний сержант-майор, кандидатів на командні посади бригадної та батальйонної ланки.
- Школа удосконаленого керівництва та тактики (англ. School of Advanced Leadership and Tactics (SALT) — посилена програма підготовки офіцерів від першого лейтенанта до майора включно для подальшого проходження служби на керівних та штабних посадах у лінійних частинах.

## Студенти з України
- Забродський Михайло Віталійович — навчався у 2005-2006 роках [1][2]
- Паліса Павло Сергійович — навчався у 2022 році, під час навчання розпочалося повномасштабне вторгнення [3]

## Відео
- U.S. Army Command & General Staff College, Dept of Military History [Архівовано 14 Червня 2014 у Wayback Machine.]